# David Briggs
David Briggs (29 de febrero de 1944 - 26 de noviembre de 1995) fue un productor musical estadounidense, reconocido por su trabajo con Neil Young desde la publicación de After the Gold Rush. Además de producir trabajos para Young, Briggs también trabajó con artistas y grupos como Spirit, Tom Rush, Nils Lofgren, Steve Young, Nick Cave and the Bad Seeds y Royal Trux. 

## Biografía
David Briggs nació en Douglas, Wyoming, el 29 de febrero de 1944. Briggs abandonó su ciudad natal en 1962 y se movió a Los Ángeles (California) haciendo autoestop, hasta establecerse en California, donde mantuvo su residencia el resto de su vida. A mediados de la década de 1960, Briggs comenzó a trabajar en la industria discográfica y entró en la compañía de Bill Cosby, Tetragrammaton Records. Uno de los primeros trabajos que produjo fue para el cómico Murray Roman. Trabajar en el sello discográfico de Cosby permitió a Briggs realizar su propio trabajo como productor con gente como Alice Cooper, Quatrain, Spirit, Nils Lofgren y su grupo Grin, y Jerry Lynn Williams.
En 1968, tras ser recogido haciendo autoestop por Neil Young, Briggs produjo el debut discográfico del músico, Neil Young (1968). Su relación de amistad se mantuvo a lo largo de tres décadas, con Briggs coproduciendo más de una docena de trabajos de Young, entre los que figuran Everybody Knows This Is Nowhere y After the Gold Rush. Sleeps with Angels (1994) se convirtió en el último trabajo como productor antes de su fallecimiento en 1995. 
Briggs es recordado como un hombre que ponía a los músicos al límite de sus capacidades con el fin de sonsacar lo mejor que cada artista tenía. Sin embargo, su trabajo no fue siempre aclamado. Neal Smith, batería del grupo de Alice Cooper, comentó: «David odiaba nuestra música y nos odiaba a nosotros. Me acuerdo del término que usó, refiriéndose a nuestra música, como mierda psicodélica. Creo que Easy Action suena demasiado seco, más como un anuncio de radio o de televisión, y no nos ayudó con los arreglos de la canción o con una entrada positiva». Su encuentro con Nick Cave también fue áspero, lo que llevó a Cave a remezclar el álbum Henry's Dream.
Briggs falleció el 26 de noviembre de 1995 a causa de un cáncer de pulmón con 51 años. Antes de su muerte, estaba trabajando con Joel Bernstein en el proyecto Neil Young Archives, que pusieron en marcha cinco años antes de su muerte y que incluye numeroso material inédito de Young.

## Vida personal
Briggs tuvo un hijo, David, con la artista Shannon Forbes en 1969. En 1988, contrajo matrimonio con Bettina Linnenberg. Bettina apareció a menudo como coordinadora de producción en muchos de los proyectos que Briggs realizó en la década de 1990, tales como discos con Nick Cave, 13 Engines, Sidewinder y Royal Trux. También le ayudó en proyectos que nunca llegaron a publicarse y realizados con John Eddie, Blind Melon y Sweet and Low Orchestra.

## Discografía
Con Neil Young
- 1968 - Neil Young
- 1969 - Everybody Knows This Is Nowhere
- 1970 - After the Gold Rush
- 1974 - On the Beach
- 1975 - Tonight's the Night
- 1975 - Zuma
- 1977 - American Stars 'N Bars
- 1978 - Comes a Time
- 1979 - Rust Never Sleeps
- 1979 - Live Rust
- 1981 - Re-ac-tor
- 1982 - Trans
- 1985 - Old Ways
- 1987 - Life
- 1990 - Ragged Glory
- 1991 - Weld
- 1993 - Unplugged
- 1994 - Sleeps with Angels

Con otros artistas
- 1968 Murray Roman - You Can't beat People Up and Have Them Say "I Love You"
- 1968 Lost and Found - Lost and Found
- 1968 Quatrain - Quatrain
- 1969 Summerhill - Summerhill
- 1970 Alice Cooper - Easy Action
- 1970 Tom Rush - Wrong End of the Rainbow
- 1970 Spirit - Twelve Dreams of Dr. Sardonicus
- 1971 Nils Lofgren & Grin - Grin
- 1972 Nils Lofgren & Grin - 1+1
- 1972 Spirit - Feedback
- 1975 Nils Lofgren -  Nils Lofgren
- 1976 Nils Lofgren - Cry Tough
- 1986 Bradley Ditto - Check Me Out
- 1992 Nick Cave and the Bad Seeds - Henry's Dream
- 1995 Royal Trux - Thank You